# Tomas Radzinevičius
Tomas Radzinevičius (ros. Томас Радзинявичюс, ur. 5 czerwca 1981 w Mariampolu) – litewski piłkarz występujący na pozycji napastnika, reprezentant Litwy w latach 2003–2008.

## Kariera
W sezonie 2015 A lygi wywalczył tytuł króla strzelców, trafiając 28 razy do bramki rywali w barwach Sūduvy Mariampol. Występował również w polskiej Ekstraklasie jako zawodnik Odry Wodzisław Śląski. Ze Slovanem Liberec wywalczył mistrzostwo Czech. W 2017 roku zakończył karierę, a jego ostatnim klubem był maltański zespół Valletta FC.

## Sukcesy

### Zespołowe
Litwa
- Baltic Cup: 2005

Slovan Liberec
- mistrzostwo Czech: 2005/06

### Indywidualne
- król strzelców A lygi: 2015 (28 goli)
- piłkarz sezonu A lygi: 2002, 2015